# Mainil-lez-Saint-Pol
Maisnil o Mainil-lez-Saint-Pol és un municipi francès a l’arrondissement d'Arràs (departament del Pas de Calais i a la regió dels Alts de França. L'any 2007 tenia 243 habitants. El nom de la localitat està testimoniat en les formes Mesnilium (1072); Maisnil (cap al 1136); Masnil (1183); Manilium (1202); Maisnilium (1207); Mainilg, Mainilum (1257); Le Maingnil (1337); Le Maisnil (1376); Maisnil-en-Ternois (segle XIV); Mainil-lez-Saint-Pol (segle XVIII). De l'oïl mesnil «habitatge rural, granja, casa pairal»

## Demografia

### Població
El 2007 la població de fet de Maisnil era de 243 persones. Hi havia 76 famílies de les quals 16 eren unipersonals (8 homes vivint sols i 8 dones vivint soles), 16 parelles sense fills, 36 parelles amb fills i 8 famílies monoparentals amb fills.
La població ha evolucionat segons el següent gràfic:

### Habitatges
El 2007 hi havia 98 habitatges, 84 eren l'habitatge principal de la família, 4 eren segones residències i 10 estaven desocupats. Tots els 98 habitatges eren cases. Dels 84 habitatges principals, 59 estaven ocupats pels seus propietaris, 22 estaven llogats i ocupats pels llogaters i 3 estaven cedits a títol gratuït; 3 tenien dues cambres, 6 en tenien tres, 20 en tenien quatre i 55 en tenien cinc o més. 75 habitatges disposaven pel capbaix d'una plaça de pàrquing. A 43 habitatges hi havia un automòbil i a 36 n'hi havia dos o més.

### Piràmide de població
La piràmide de població per edats i sexe el 2009 era:
| Homes | Edats   | Dones |
| ----- | ------- | ----- |
| 0     | 95 o +  | 0     |
| 0     | 90 a 94 | 0     |
| 0     | 85 a 89 | 4     |
| 0     | 80 a 84 | 8     |
| 4     | 75 a 79 | 0     |
| 0     | 70 a 74 | 4     |
| 4     | 65 a 69 | 4     |
| 4     | 60 a 64 | 8     |
| 0     | 55 a 59 | 0     |
| 8     | 50 a 54 | 4     |
| 24    | 45 a 49 | 20    |
| 4     | 40 a 44 | 16    |
| 8     | 35 a 39 | 8     |
| 12    | 30 a 34 | 0     |
| 4     | 25 a 29 | 8     |
| 8     | 20 a 24 | 24    |
| 12    | 15 a 19 | 12    |
| 4     | 10 a 14 | 4     |
| 20    | 5 a 9   | 4     |
| 4     | 0 a 4   | 8     |

## Economia
El 2007 la població en edat de treballar era de 161 persones, 109 eren actives i 52 eren inactives. De les 109 persones actives 103 estaven ocupades (62 homes i 41 dones) i 6 estaven aturades (2 homes i 4 dones). De les 52 persones inactives 17 estaven jubilades, 11 estaven estudiant i 24 estaven classificades com a «altres inactius».

### Ingressos
El 2009 a Maisnil hi havia 84 unitats fiscals que integraven 245 persones, la mediana anual d'ingressos fiscals per persona era de 13.339 €.

### Activitats econòmiques
Dels 7 establiments que hi havia el 2007, 1 era d'una empresa extractiva, 1 d'una empresa de fabricació d'elements pel transport, 2 d'empreses de construcció, 1 d'una empresa de comerç i reparació d'automòbils, 1 d'una empresa de serveis i 1 d'una empresa classificada com a «altres activitats de serveis».
L'únic servei als particulars que hi havia el 2009 era un guixaire pintor.
L'any 2000 a Maisnil hi havia 10 explotacions agrícoles.

## Poblacions properes
El següent diagrama mostra les poblacions més properes.